# Даклатасвір
Даклатасвір (лат. Daclatasvirum, англ. Daclatasvir; Daklinza) — синтетичний противірусний препарат, який є похідним бензімідазолу, та застосовується перорально. Даклатасвір розроблений у лабораторії компанії «Bristol-Myers Squibb», та застосовується у клінічній практиці в Європі з 2014, а в США з 2015 року.

## Фармакологічні властивості
Даклатасвір — синтетичний противірусний препарат, який є похідним бензімідазолу. Механізм дії препарату полягає в інгібуванні білка NS5A, який грає важливу роль у реплікації вірусу гепатиту C. Препарат застосовується для лікування гепатиту C у комбінації з іншими противірусними препаратами, зокрема нуклеозидним аналогом софосбувіром (рідше також і з рибавірином), асунапревіром, пегільованими інтерферонами. Застосування даклатасвіру призводить до зупинки реплікації вірусу гепатиту С. Даклатасвір у комбінації з іншими противірусними препаратами, зокрема з софосбувіром, є ефективним при всіх генотипах вірусу гепатиту C, найбільш ефективним при генотипові 1, причому при його застосуванні спостерігається незначна кількість побічних ефектів.

### Фармакокінетика
Даклатасвір швидко всмоктується при пероральному застосуванні, біодоступність препарату складає 67 %. Максимальна концентрація даклатасвіру в крові досягається протягом 1—2 годин після прийому препарату. Препарат майже повністю (на 99 %) зв'язується з білками плазми крові, та концентрується в печінці. Даклатасвір проникає через плацентарний бар'єр та виділяється в грудне молоко. Препарат частково метаболізується в печінці з утворенням неактивних метаболітів. Виводиться даклатасвір із організму переважно з калом у незміненому вигляді, частково виводиться з сечею. Період напіввиведення даклатасвіру становить 12—15 годин, при печінковій або нирковій недостатності цей час може збільшуватися.

## Показання до застосування
Даклатасвір застосовують при хронічному вірусному гепатиті C у дорослих у комбінації з іншими противірусними препаратами.

## Побічна дія
При застосуванні даклатасвіру побічні ефекти спостерігаються нечасто, найпоширенішими серед них є головний біль, нудота, діарея, швидка втомлюваність. Іншими побічними ефектами, які спостерігаються при застосуванні дакласвіру у комбінації з іншими противірусними препаратами, є анемія, зниження апетиту, безсоння, дратівливість, задишка, кашель, закладеність носа, блювання, біль у животі, гастроезофагеальний рефлюкс, запор, сухість у роті, метеоризм, шкірний висип, сухість шкіри, алопеція, свербіж шкіри, біль у м'язах і суглобах.

## Протипокази
Даклатасвір протипоказаний при підвищеній чутливості до препарату, а також при сумісному застосуванні з рифапентином, рифампіцином, рифабутином, дексаметазоном для системного застосування, звіробоєм, карбамазепіном, окскарбазепіном, фенобарбіталом і фенітоїном. Не рекомендоване застосування даклатасвіру при вагітності, годуванні грудьми, а також у дитячому віці.

## Форми випуску
Даклатасвір випускають у вигляді таблеток по 0,03; 0,06 і 0,09 г.